# 田玉平
田玉平（1964年5月—），安徽马鞍山人，东南大学教授，控制理论与控制工程专家，主要从事混沌控制和鲁棒控制方面的研究。中国教育部第四批「长江学者」特聘教授。

## 生平
1986年获清华大学自动化系学士学位；1991年莫斯科动力学院自动化与计算机技术系自动控制专业哲学博士学位。
后任东南大学教授，曾在昆士兰大学、加州大学伯克立分校和香港城市大学进行访问研究

## 学术兼职
中国国家自然科学基金会专家评审组（自动化）成员，中国自动化学会控制理论专业委员会委员，中国人工智能学会智能空天系统专业委员会委员，江苏省自动化学会常务理事，IFAC TC1.5 （网络化系统）委员，关肇直奖”第七-九届评奖委员会委员。曾任国家自然科学基金委员会第十届专家评议组成员，东南大学教工网球协会首任会长；
《Control Theory and Technology》、《控制与决策》、《控制与决策》、《东南大学学报、等学术刊物编委会编委。 

## 奖项
1995年获中国全国第二届关肇直奖，2000年获第三届全球智能控制与自动化大会（WCICA'2000）最佳理论论文奖。